# Atanas Mihajlov
Atanas Mihajlov Hristov, traslitterato anche come Atanas Mihaylov (in bulgaro Атанас Михайлов Христов?; Sofia, 5 luglio 1949 – Sofia, 1º ottobre 2006), è stato un calciatore bulgaro, di ruolo attaccante.

## Carriera
Vinse una medaglia d'argento alle Olimpiadi del 1968 con la sua Nazionale. Fu eletto calciatore bulgaro dell'anno nel 1979.

## Palmarès

### Club

#### Competizioni nazionali
- Campionato bulgaro: 1

Lokomotiv Sofia: 1977-1978

#### Competizioni internazionali
- Coppa dei Balcani per club: 1

Lokomotiv Sofia: 1973

### Nazionale
- Argento olimpico: 1

Città del Messico 1968